# Rinascimento emiliano

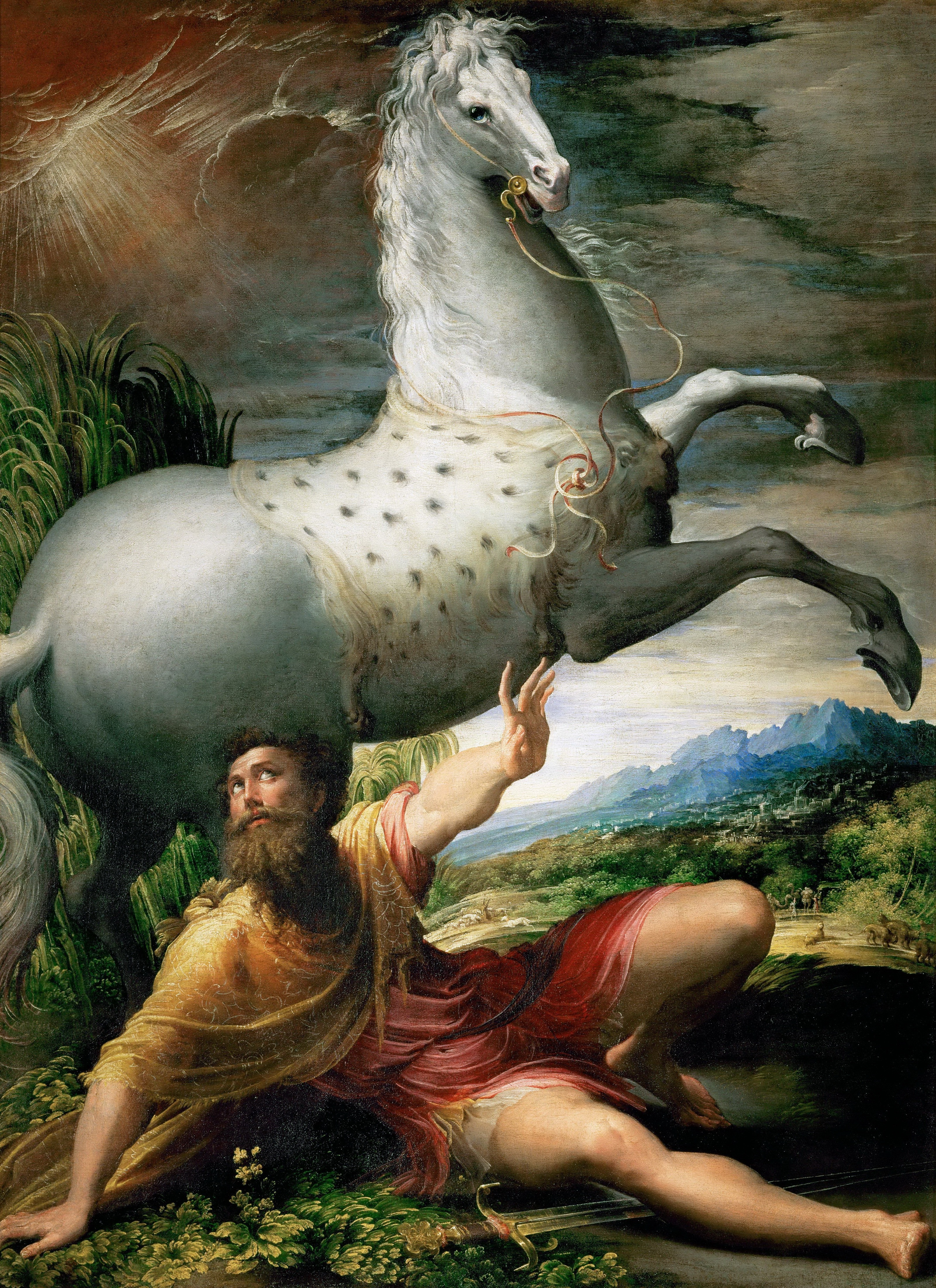
Parmigianino, Conversione di Saulo (1527-1528 circa)

Il Rinascimento emiliano o padano riguarda molteplici realtà in una fitta rete di scambi con tutte le zone circostanti. Nel Quattro e nel Cinquecento l'Emilia era frazionata in più signorie, tra cui spiccarono Ferrara degli Este, Bologna dei Bentivoglio, Parma dei Farnese.

## Ferrara

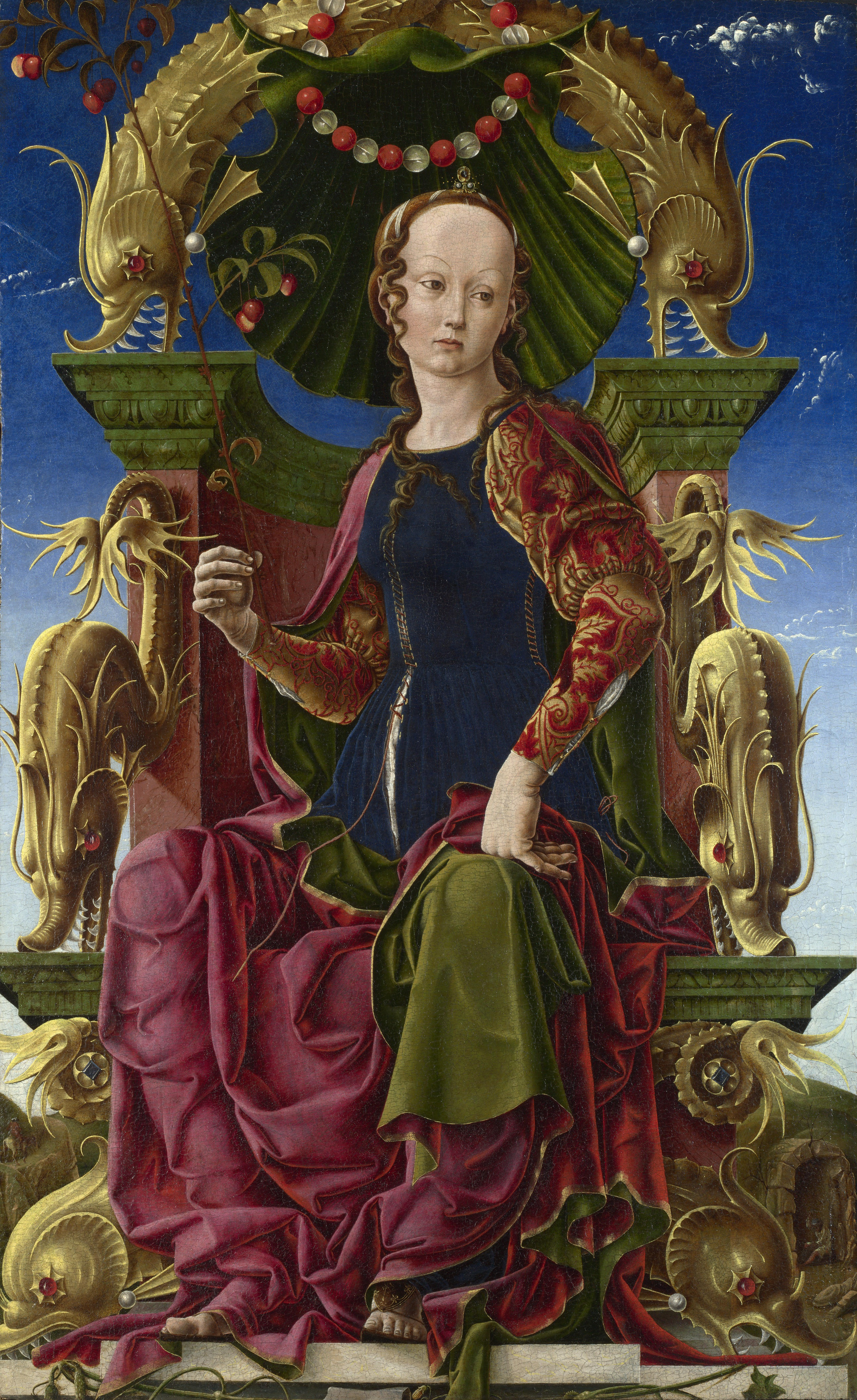
Cosmè Tura, Calliope (1460)

Il più vitale centro emiliano del Quattrocento fu Ferrara, dove alla corte degli Este si incontravano le più disparate personalità artistiche, da Pisanello a Leon Battista Alberti, da Jacopo Bellini a Piero della Francesca, dal giovane Andrea Mantegna a stranieri di prim'ordine come Rogier van der Weyden e Jean Fouquet. Fu durante l'epoca di Borso d'Este (al potere dal 1450 al 1471) che i molteplici fermenti artistici della corte si trasformarono in uno stile peculiare, soprattutto in pittura, caratterizzato dalla tensione lineare, dall'esasperazione espressiva, dalla preziosità estrema unita con una forte espressività. Il nascere della scuola ferrese si coglie nelle decorazioni dello Studiolo di Belfiore e si sviluppò negli affreschi del Salone di Mesi di Palazzo Schifanoia, dove emersero le figure di Cosmè Tura e, in un secondo momento, Francesco del Cossa ed Ercole de' Roberti.
Anche nel Cinquecento Ferrara si confermò come centro esigente e all'avanguardia in campo artistico. Alfonso d'Este fu un fecondo committente di Raffaello e di Tiziano, mentre tra gli artisti locali fece emergere il Garofalo e soprattutto Dosso Dossi. È la stagione dell'Ariosto in cui anche i pittori sono inclini a una suggestiva evocazione fantastica.

## Bologna

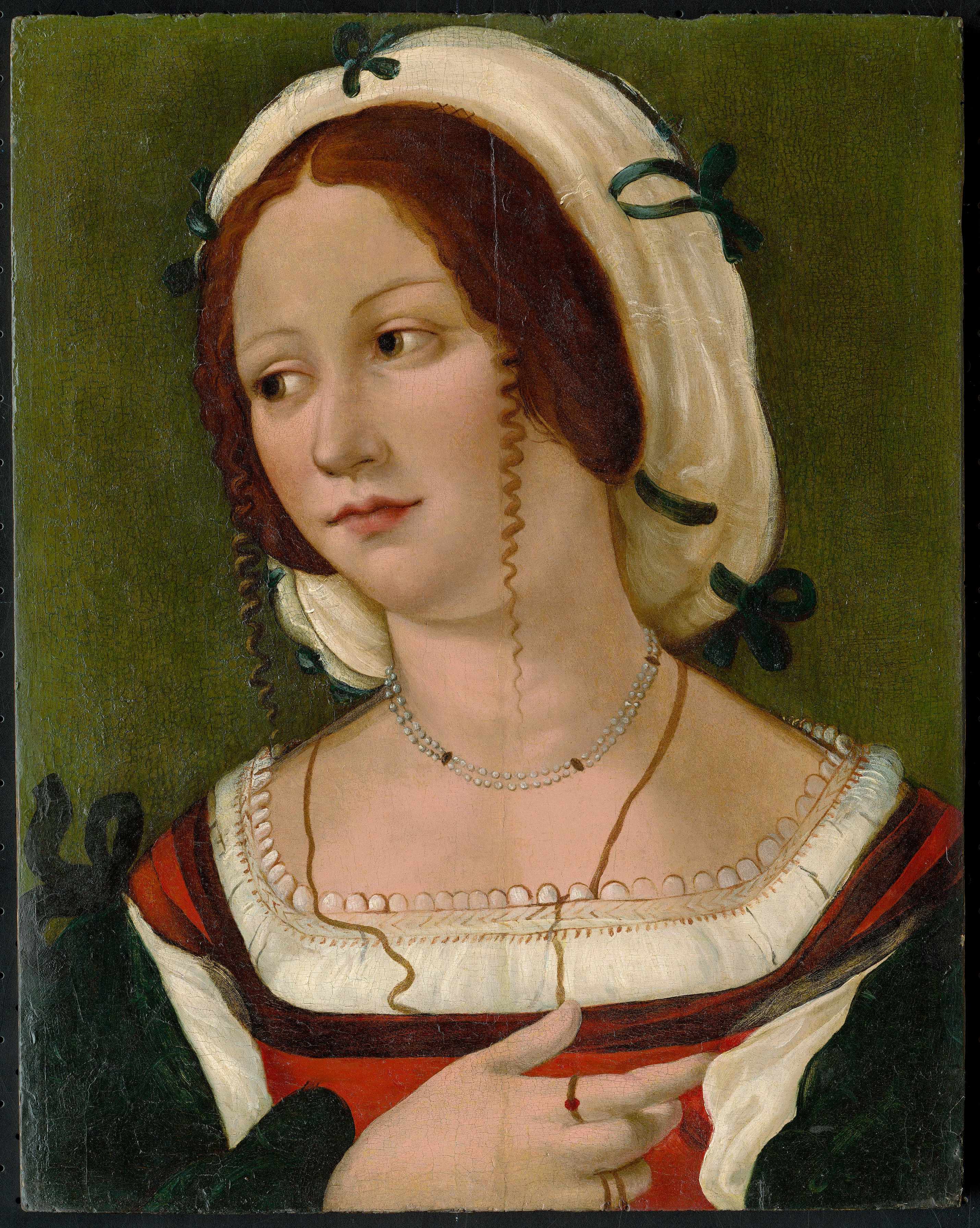
Probabilmente ritratto di Isabella d'Este, attribuito a Francesco Francia, 1511

A Bologna la vitale Università, il cantiere della basilica di San Domenico e la liberalità della signoria dei Bentivoglio furono motivi di attrazione di umanisti, artisti e altre personalità, come il matematico Luca Pacioli che proprio in città avrebbe incontrato Albrecht Dürer al principio del Cinquecento. 
Qui studiò Leon Battista Alberti e, tra il 1425 e il 1434, lasciò il proprio capolavoro Jacopo della Quercia, la Porta Magna della basilica di San Petronio. Negli anni settanta del Quattrocento lavorarono in città i ferraresi Francesco del Cossa ed Ercole de' Roberti, che compirono, tra l'altro, il Polittico Griffoni e la Cappella Garganelli, opere che ebbero una profonda influenza soprattutto sugli scultori. Niccolò dell'Arca, attivo all'Arca di san Domenico, creò un famoso Compianto sul Cristo morto (1464 circa), di struggente esplosione emotiva, ispirandosi alla plastica borgognona, all'ultimo Donatello e, probabilmente, agli affreschi dei ferraresi, dei quali restano oggi solo alcuni frammenti di toccante realismo. Il vitale esempio cadde però di nuovo nel vuoto: nei successivi gruppi scultorei del modenese Guido Mazzoni i toni sono ben più concilianti e convenzionali. Anche in pittura, dopo il ritorno di Ercole de' Roberti a Ferrara, gli artisti locali si affidarono ai più pacati modi umbro-fiorentini, ad esempio nell'opera di Francesco Francia.

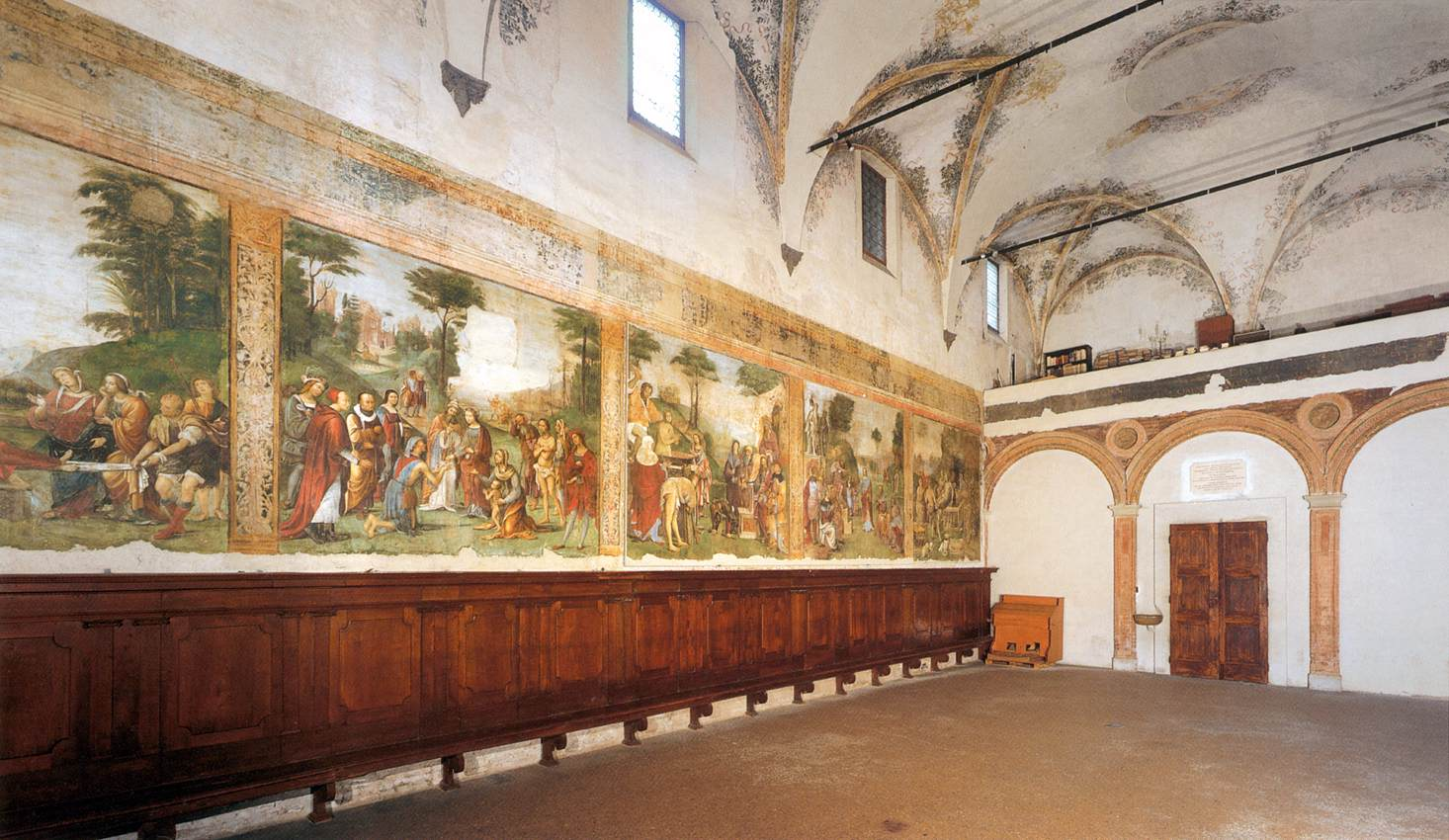
L'oratorio di Santa Cecilia a Bologna

Nel 1494-1495 soggiornò a Bologna il giovane esule Michelangelo che, protetto dal nobile Giovan Francesco Aldovrandini, trovò impiego presso i domenicani, per i quali realizzò alcune statue dell'Arca di San Domenico, dove anticipò quella gravitas espressiva di alcuni capolavori successivi come il David. Studi recenti sottolineano l'importanza di questo soggiorno nella formazione dell'artista, che studiò i modi di rappresentare l'energia trattenuta e le variazioni espressive di Jacopo della Quercia e delle opere ferraresi, traendone fondamentali ispirazioni nella maturazione del proprio stile. Già affermato, tornò a Bologna nel 1507-1508 per riconciliarsi con papa Giulio II e realizzare una scultura bronzea del papa benedicente, distrutta durante i disordini del 1511.
Per avere una vera e propria "scuola bolognese" si dovette aspettare il Cinquecento, quando un gruppo di artisti lavorò agli affreschi dell'oratorio di Santa Cecilia (1504-1506). Tra i giovani talenti figuravano Francesco Francia, Lorenzo Costa e soprattutto Amico Aspertini, autore di una personale rivisitazione di Raffaello con un'estrosa vena espressiva, ai limiti del grottesco.
Nel 1514 il cardinale Lorenzo Pucci fece arrivare in città la pala dell'Estasi di santa Cecilia di Raffaello, importante pietra miliare nello sviluppo della pala d'altare nel Cinquecento e un fondamentale esempio per la scuola emiliana del Seicento.

## Parma

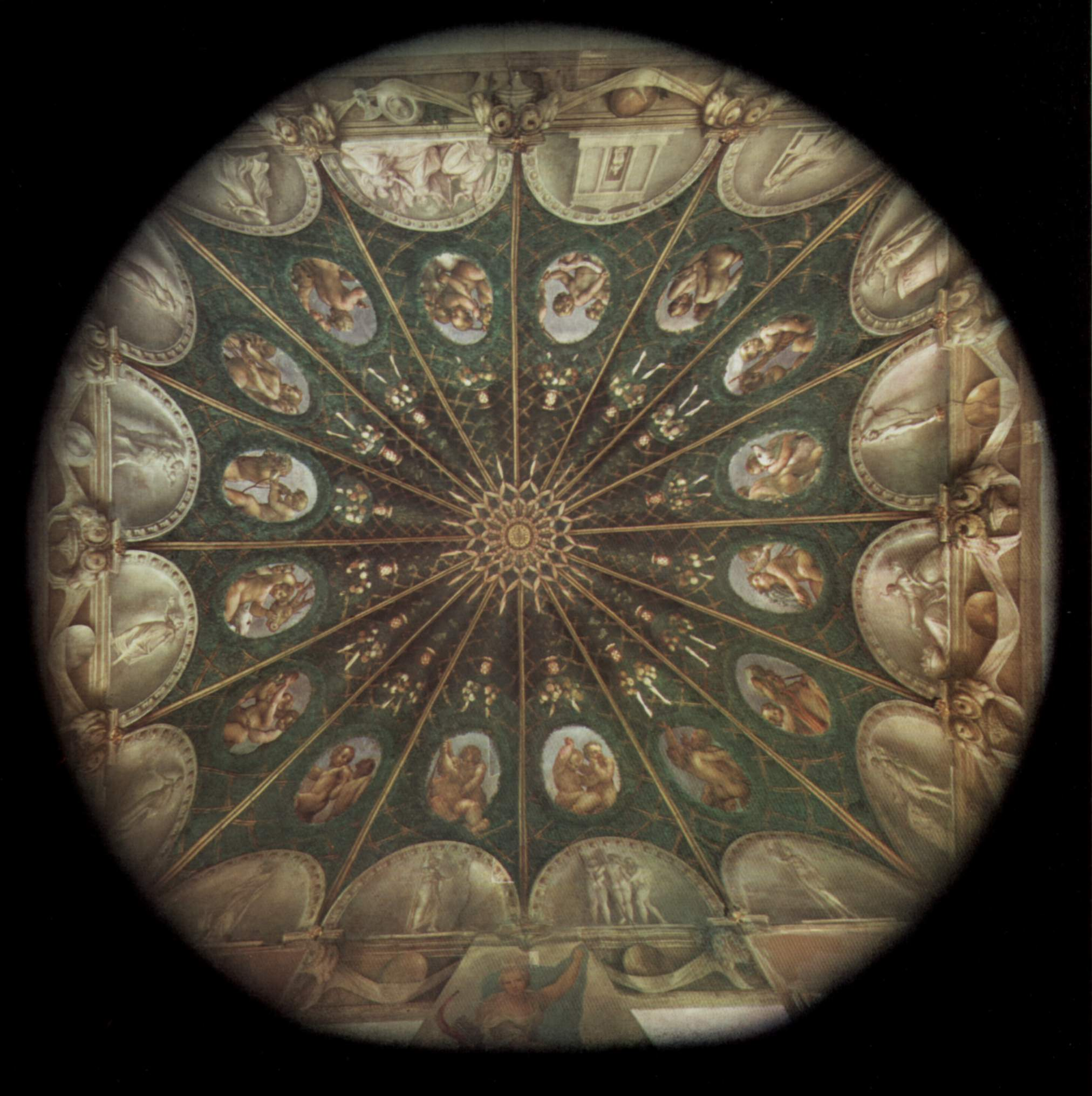
Correggio, Camera della Badessa (1519)

L'altro centro emiliano che beneficiò di un'importante scuola fu Parma. Dopo un sonnacchioso Quattrocento, il nuovo secolo fu un crescendo di novità e grandi maestri, con Filippo Mazzola, il Correggio e Parmigianino. La vera "fabbrica" di talenti fu la chiesa di San Giovanni Evangelista, ricostruita entro il 1519 e decorata da Correggio e un team di giovani promesse destinate a diventare artisti di fama. 
La carriera di Correggio, grande rinnovatore della tradizione, fu scandita da tre grandi cicli di affreschi a Parma: la camera della Badessa nel convento di San Paolo (1518), la decorazione nella chiesa di San Giovanni Evangelista (1520-1523) e la cupola del Duomo di Parma con l'Assunzione (1526-1530). In queste opere, allontanandosi sempre più dalle regole spaziali quattrocentesche mise su soluzioni scenografiche di raffinata artificiosità, che ponevano già le basi, con un secolo di anticipo, per la grande decorazione barocca.
Parmigianino invece fu un maestro più inquieto, per certi versi eccentrico, interessato fin dai primi anni alla grafica, all'ottica e all'alchimia. Diede prova della sua originalità in opere come l'Autoritratto entro uno specchio convesso (1524), dalla particolarissima resa percettiva. Predilesse le forme affusolate, i campi levigati e compatti, il colore quasi smaltato, con una tagliente definizione delle forme, opposta alla morbida intonazione luminosa correggesca.